# Cement (film)
Pour plus de détails, voir Fiche technique et Distribution.
Cement est un film américain réalisé par Adrian Pasdar, sorti en 2000.

## Fiche technique
- Titre : Cement
- Réalisation : Adrian Pasdar
- Scénario : Justin Monjo
- Photographie : Geary McLeod
- Pays d'origine : États-Unis
- Format : Couleurs - 1,85:1 - Dolby
- Genre : thriller
- Durée : 97 minutes
- Date de sortie : 2000

## Distribution
- Chris Penn : Bill Holt
- Jeffrey Wright : Ninny
- Anthony DeSando (en) : Sean
- Sherilyn Fenn : Lyndel
- Henry Czerny : Truman
- Gregory Jbara : Fergus
- Titus Welliver : Moe
- Yorgo Constantine (en) : Danny
- Richard Edson : Robbo
- Max Martini : Mic